# Воронін Прохір Данилович
Про́хор Дани́лович Воро́нін (з народження Воронин; псевдоніми В-н П.,У-на, Т. Р., Прохор, Ворон-Вороніцький, Данилович П., Прохорець, Цвіркун Запічний та ін.; 21.06 (03.07)1885, Цвіжин, тепер Вінницького району Вінницької області — 24.04.1940, Київ) — український прозаїк, драматург, перекладач. Батько скульпторки Галини Вороніної, дід Лесі Ворониної.

## Життєпис
Був членом спілки селянських письменників «Плуг». Перебував в добрих творчих стосунках із Г. Хоткевичем, С. Васильченком, М. Рильським та іншими. Закінчив Тиврівську духовну бурсу (1902), навчався в Подільській духовній семінарії, звідки був виключений за належність до революційного гуртка. Учителював у сільських школах Брацлавського, Ольгопільського повітів (1905—1914), був кореспондентом газети «Рада», секретарював у Харківському університеті. Після революції 1917 кореспондент газети «Червоне село» (Черкаси), «Червоний край» (Вінниця, 1921—1924), харківської газети «Вісті» (1927—1937). В 1937 переїхав до Києва.

## Творчість
Автор книг «На зажинках» (1906), «Як я виграв у товариша вчителя самовара» (1909), «Той самий» (1911), «Щасливий день Флора», «На зажинках», «Радивонка» (всі — 1927), автор неопублікованих комедій «Що наробив виклик» (1923), «Репетитор і жених» (1924), повісті «Іржа і кров» (1935), ряду перекладів творів Д. Маміна-Сибіряка, М. Горького, В. Іванова, К. Треньова, О. Дроздова, І. Новикова та інших. Окремі твори П. Вороніна зберігалися в дослідника Ф. Т. Кириченка, а також в Інституті рукописів НБУ імені В. Вернадського.

## Родина
Онука Леся Воронина також письменниця, дружина письменника Євгена Гуцала.